# Motor pe benzină

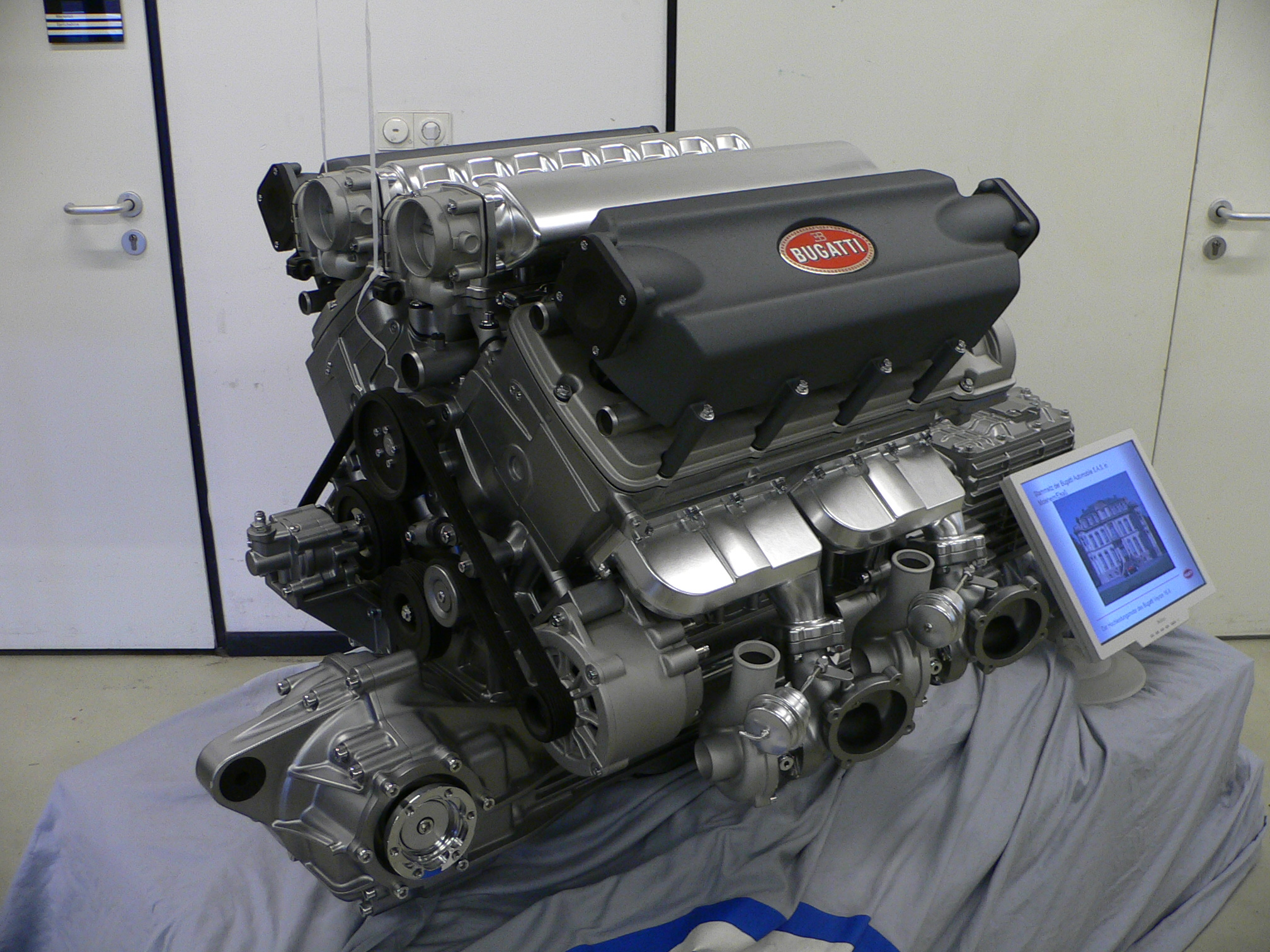
Motor W16 pe benzină Bugatti Veyron

Motorul pe benzină este un motor cu ardere internă cu aprindere prin scânteie, proiectat să funcționeze cu benzină și combustibili volatili similari.
La majoritatea motoarelor pe benzină, combustibilul și aerul sunt de obicei preamestecate înainte de comprimare (deși unele motoare moderne pe benzină folosesc acum injecția directă pe cilindru). Preamestecarea se făcea anterior într-un carburator, dar acum se face prin injecție de combustibil controlată electronic, cu excepția motoarelor mici unde costul/complicația electronicii nu justifică randamentul adăugat al motorului. Procesul diferă de un motor diesel (de asemenea, un motor alternativ) prin metoda de amestecare a combustibilului și aerului și prin utilizarea bujiilor pentru a iniția procesul de ardere. Într-un motor diesel, numai aerul este comprimat (și prin urmare încălzit), iar combustibilul este injectat în aer foarte fierbinte la sfârșitul cursei de compresie și se auto-aprinde.